# 革命左翼 (葡萄牙)
革命左翼（葡萄牙語：Esquerda Revolucionária）是葡萄牙的一个托洛茨基主义政党。在2008年以前，该党的名称是社会主义替代。该党曾是工人国际委员会的支部。2019年，该党退出工人国际委员会，转而加入国际革命左翼，并改用现名。
该党批评葡萄牙共产党和左翼集团“很少运用它们的影响力动员人民”。